# 1,1'-Bis(difenylfosfino)ferrocen
1,1'-Bis(difenylfosfino)ferrocen, zkráceně dppf, je organická sloučenina, derivát ferrocenu používaný jako ligand v homogenní katalýze. Má podobnou strukturu jako další difosfiny, například 1,2-bis(difenylfosfino)ethan (dppe).

## Příprava
1,1'-Bis(difenylfosfino)ferrocen se dá zakoupit, lze jej také připravit v laboratoři reakcí dilithioferrocenu s chlordifenylfosfinem:
Fe(C5H4Li)2 + 2 ClP(C6H5)2 → Fe{C5H4P(C6H5)2}2 + 2 LiCl
Lithiace ferrocenu se provádí pomocí n-butyllithia za přítomnosti tetramethylenethylendiaminu; výše uvedeným způsobem lze připravit i mnoho dalších ligandů. Druh použitého kovu obvykle nemá významný vliv na vlastnosti ligandu.

## Reakce
Dppf snadno tvoří komplexy s kovy. (dppf)PdCl2, palladnatý komplex používaný jako katalyzátor v organické syntéze, se připravuje reakcí dppf s acetonitrilovými či benzonitrilovými adukty chloridu palladnatého:
dppf + PdCl2(RCN)2 → (dppf)PdCl2 + 2 RCN (RCN = acetonitril nebo benzonitril)

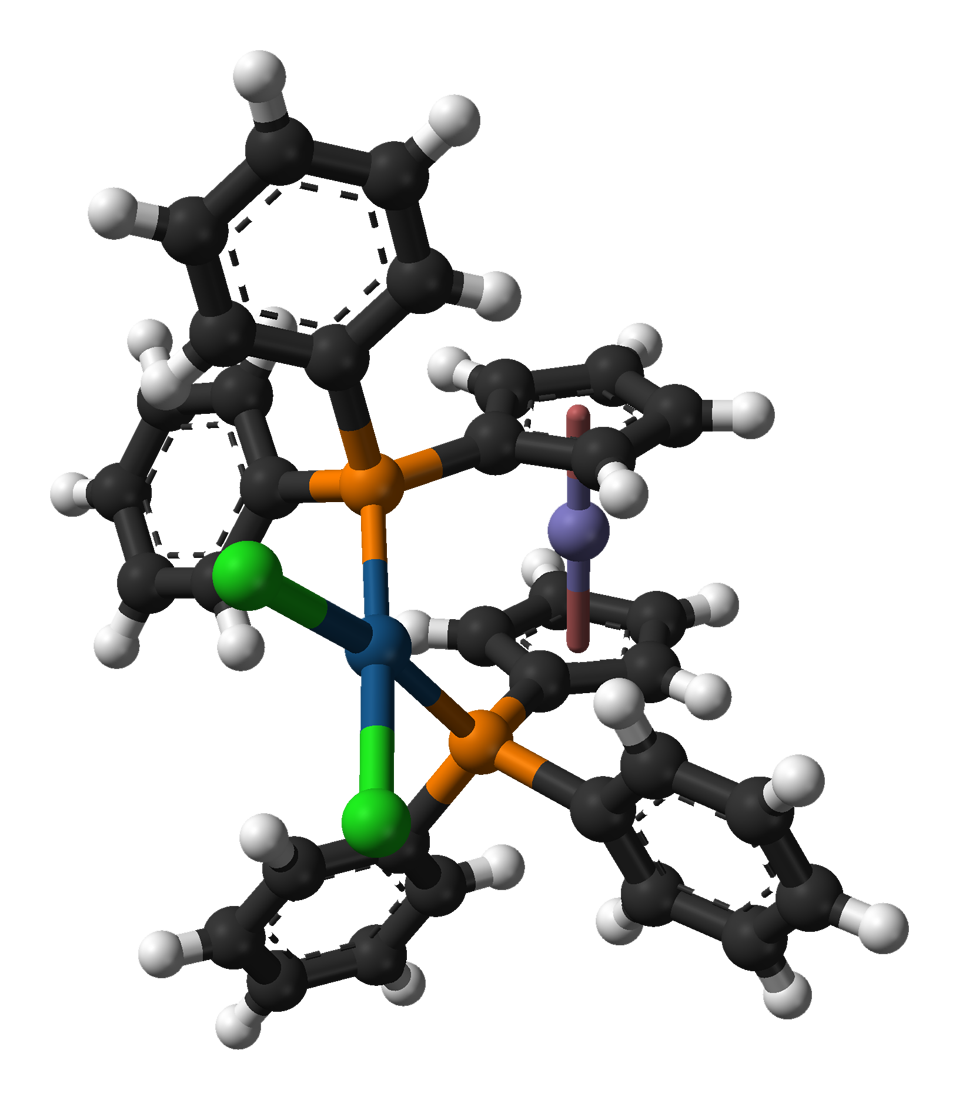
Struktura komplexu PtCl_{2}(dppf)